# Juliénas
Juliénas é uma comuna francesa na região administrativa de Auvérnia-Ródano-Alpes, no departamento de Ródano. Estende-se por uma área de 7,56 km². Em 2010 a comuna tinha 929 habitantes (densidade: 122,9 hab./km²).